# Swissair-Flug 330
Swissair-Flug SR330 war ein Linienflug vom internationalen Flughafen Kloten in Zürich, Schweiz nach Tel Aviv, Israel. Am 21. Februar 1970 stürzte die eingesetzte Convair CV-990 ab, nachdem eine Bombe an Bord explodiert war. Alle 47 Menschen an Bord starben. Zeugenaussagen und Ermittlungsergebnisse deuteten auf einen Terroranschlag der palästinensischen Gruppierung PFLP-GC hin.

## Ablauf
Auf diesem Flug flog eine Convair CV-990 Coronado mit dem Namen Basel-Land und dem Kennzeichen HB-ICD diese Strecke. An Bord waren 38 Passagiere und neun Besatzungsmitglieder. Neun Minuten nach dem Abheben explodierte um 12:15 GMT eine Bombe im hinteren Laderaum, als sich die Maschine nach dem Steigflug auf südlichem Kurs bei Sattel-Hochstuckli befand. Die Piloten bemerkten über Brunnen einen Druckabfall und entschieden sich zu einer Rückkehr nach Zürich, um dort notzulanden, konnten aber wegen des Rauchs im Cockpit die Instrumente nicht mehr erkennen.
Das Flugzeug driftete immer mehr nach Westen ab, schoss dann über Klingnau aus der Wolkendecke und stürzte kurze Zeit später in den Unterwald bei Würenlingen ab (47°32'11" N, 8°14'23" O), weil die Stromversorgung ausfiel. Der Aufprall verursachte eine sechs Meter breite, drei Meter tiefe und 95 Meter lange Furche; auf einer Fläche von 130 mal 80 Metern wurde der gesamte Baumbestand beschädigt. Niemand überlebte den Absturz.
Eines der Opfer war der deutsche Fernsehjournalist Rudolf Crisolli.

## Reaktionen
Noch am Tag des Absturzes erklärte ein Sprecher der Gruppe Volksfront zur Befreiung Palästinas – Generalkommando (PFLP-GC) in Beirut seine Gruppe für verantwortlich. Das primäre Anschlagsziel sei ein hoher israelischer Beamter gewesen, der sich unter den Passagieren befunden habe. Wenige Stunden später dementierte die PFLP-GC diese Erklärung. Die Gruppe habe mit dem Anschlag nichts zu tun. Zwei Tage später dementierte auch die zwei Wochen zuvor gegründete Kommandantur der zehn grössten in Jordanien ansässigen palästinensischen Kommandogruppen (darunter auch die PFLP-GC) und erklärte, eine „gründliche Untersuchung“ habe zweifelsfrei ergeben, dass keines ihrer Mitglieder irgendetwas mit dem Swissair-Absturz zu tun gehabt habe.
Der Anführer der Fatah, Jassir Arafat, bekräftigte dieses Dementi einen Tag später im Namen der Kommandantur auf einer Pressekonferenz.

## Hintergründe
Die schweizerische Bundeskriminalpolizei identifizierte Sufian Radi Kaddoumi und Badawi Mousa Jawher als mutmassliche Attentäter; sie konnte sie aber nicht verhaften. Die gerichtspolizeilichen Ermittlungen wurden am 3. November 2000 von der Bundesanwaltschaft eingestellt. Schon 1970 wurde in der Bundesrepublik Deutschland das Verfahren gegen zwei weitere Palästinenser, Yaser Qasem und Issa Abu-Toboul, trotz mutmasslicher Mittäterschaft eingestellt, und die zwei wurden abgeschoben.
Die Anklageerhebung gegen einen palästinensischen Verdächtigen des Anschlages auf den Swissair-Flug 330 wurde von der Schweizer Justiz aus unbekannten Gründen eingestellt. 1995 rollte die damalige Bundesanwältin Carla Del Ponte den Fall trotz Verjährung nochmals auf; das Verfahren wurde im Jahr 2000 nach dem Weggang von Carla del Ponte eingestellt.
Es gibt Spekulationen, nach denen der Terroranschlag gegen die israelische Fluggesellschaft El Al gerichtet war. Da deren Flug von München nach Tel Aviv grosse Verspätung hatte, sei die in München aufgegebene und offenbar für diesen El-Al-Flug bestimmte Postsendung auf die Swissair-Maschine umgeleitet worden. In diesem Paket habe sich die Bombe befunden. Für den Anschlag wurde ein luftdruckabhängiger Zünder benutzt. Dass der Zünder beim Flug nach Zürich nicht zündete, wurde im erstellten Untersuchungsbericht als technisch möglich, aber unwahrscheinlich bewertet.
Möglicherweise war tatsächlich die Swissair das Ziel von Terroristen, die Schutzgeld erpressen wollten. Vermutlich zahlten in den 1970er-Jahren Fluggesellschaften wie zum Beispiel die Lufthansa Schutzgelder an palästinensische Kommandogruppen.
Anfang 2016 veröffentlichte Marcel Gyr, Buchautor und Journalist bei der Neuen Zürcher Zeitung, die These, es habe nach dem 6. September 1970 einen Kontakt zwischen der damals offen terroristisch agierenden Palästinensischen Befreiungsorganisation (PLO) und dem Schweizer Aussenminister Pierre Graber gegeben. Zwischen der Schweiz und der PLO sei wohl ein geheimes Stillhalteabkommen geschlossen worden. 2016 nahm Gyr in einem weiteren NZZ-Artikel Bezug auf freigegebene FBI-Dokumente, die von einer wesentlichen Tatbeteiligung (Bombenkonstruktion) zweier in Westdeutschland Lebender ausgehen.

## Nach dem Absturz
Mit der Entführung einer Swissair-Maschine am 6. September 1970 war die Schweiz gleich nochmals vom palästinensischen Terror betroffen.
Wegen des Anschlags wurden die Flughäfen Genf und Zürich im Herbst 1970 von Truppen der Schweizer Armee im Aktivdienst gesichert.

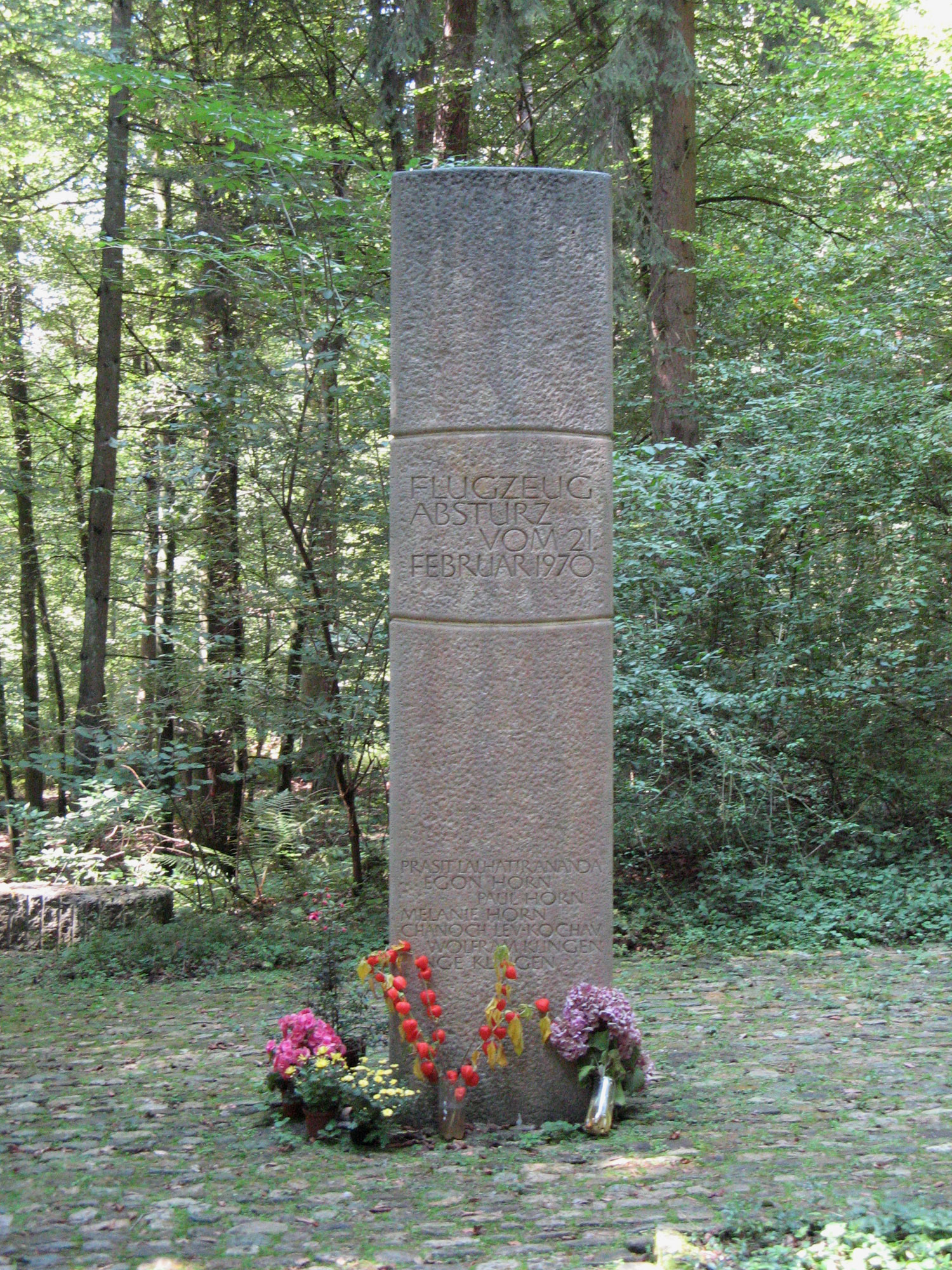
Denkmal an der Absturzstelle (2010)

An der Absturzstelle in Würenlingen erinnert heute ein Gedenkstein mit allen Namen der Passagiere an den Absturz.

## Absturzstelle
Die Absturzstelle in einem Waldstück bei Würenlingen lag nur einen Kilometer östlich vom Eidgenössischen Institut für Reaktorforschung (EIR), dem heutigen Paul-Scherrer-Institut.

## Parallelereignis
Am selben Tag explodierte eine Bombe an Bord der Caravelle OE-LCU der Austrian Airlines zwanzig Minuten nach dem Start vom Flughafen Frankfurt auf dem Weg nach Wien im vorderen Frachtraum. Die Explosion riss ein etwa 0,6 m² (3 Fuss × 2 Fuss) grosses Loch in den Rumpf. Das Flugzeug mit 38 Menschen (33 Passagiere und fünf Besatzungsmitglieder) an Bord kehrte nach Frankfurt um und landete dort sicher.

## Zeitgeschichtlicher Kontext
Die Anschläge auf die Swissair-Maschine und die Austrian-Airlines-Maschine ereigneten sich einen Tag vor dem Besuch des israelischen Aussenministers Abba Eban in der Bundesrepublik Deutschland, den dieser in München begann. Es war der erste Besuch eines israelischen Aussenministers in Deutschland überhaupt; der damalige Bundesaussenminister Walter Scheel erwiderte ihn am 7. Juli 1971.

## Dokumentation
- Georg M. Hafner: München 1970 – Als der Terror zu uns kam, Hessischer Rundfunk, 90 Minuten, 2012[20]